# ワトソン級車両貨物輸送艦
ワトソン級車両貨物輸送艦 (Watson class vehicle cargo ship) は、アメリカ海軍の輸送艦。大型中速ロールオン・ロールオフ船（RO-RO船、Large, Medium-Speed, Roll-on/Roll-off Ship, LMSR）である。

## 概要
カリフォルニア州サンディエゴのナショナル・スチール・シップビルディング社 (National Steel and Shipbuilding Company, NASSCO) で建造され8隻が1998年から2002年にかけて就役した。2013年現在、世界最大のガスタービンエンジン推進艦であり同時期に就役したボブ・ホープ級（近似クラスのRO-RO船だがディーゼルエンジン艦）とならびアメリカ海軍の海上輸送能力を大幅に向上させた。
6層にわたる車両甲板に393,000平方フィートの積載スペースを持ち主力戦車のM1エイブラムスを含む1,000台程度の車両・装備を一度に運搬可能であるとされる。艦尾と両舷に設けられたランプによって車両は自走しての揚搭が可能であり、艦尾ランプも舷側に降ろすことが出来る。2基設けられた110トンクレーンも強力な荷役能力を与えている。また、シーステート3の状態でも荷役を行いうる。
艦橋前面にヘリコプター甲板を持ち大型ヘリコプターの発着が可能であるが、特別な整備・管制の為の設備を持たないことから、揚陸艦のようには使われない。

## 同型艦
- ワトソン (USNS Watson, T-AKR-310)
- シスラー  (USNS Sisler, T-AKR-311)
- ダール (USNS Dahl, T-AKR-312)
- レッド・クラウド (USNS Red Cloud, T-AKR-313)
- チャールトン (USNS Charlton, T-AKR-314)
- ワトキンズ (USNS Watkins, T-AKR-315)
- ポメロイ (USNS Pomeroy, T-AKR-316)
- ソダーマン (USNS Soderman, T-AKR-317)